# جيمس مكمان غراهام
جيمس مكمان غراهام (بالإنجليزية: James McMahon Graham)‏ هو محامي وسياسي أمريكي، ولد في 14 أبريل 1852 في جمهورية أيرلندا، وتوفي في 23 أكتوبر 1945 في سبرينغفيلد في الولايات المتحدة. حزبياً، نشط في الحزب الديمقراطي. وقد انتخب عضو مجلس نواب إلينوي وانتخب عضو مجلس النواب الأمريكي.